# Company Wide Quality Control
Company Wide Quality Control (CWQC) ist ein mitarbeiterorientiertes Qualitätssicherungskonzept. Es wurde von Ishikawa Kaoru entwickelt und ab 1968 in Japan bekannt.
CWQC ist der am weitesten entwickelte Ansatz im Qualitäts- im Produktmanagement. Aufbauend auf den Arbeiten von Armand V. Feigenbaum, William Edwards Deming und Joseph M. Juran wird CWQC als Erweiterung des Total-Quality-Management (TQM) bzw. des Total Quality Control (TQC) betrachtet. Auf Grund der Ähnlichkeit der Prinzipien ist eine Abgrenzung zwischen CWQC, TQM und TQC schwer möglich. Teilweise werden deshalb die Begriffe CWQC, TQM und TQC als Synonyme benutzt.

## Definition
Grundlegendes Ziel der CWQC ist es, die Tätigkeitsschritte des Produktentstehungsprozesses sowie aller anderen Arbeitsprozesse der verschiedenen Betriebsbereiche so auszurichten, dass die Kundenanforderungen an die betriebliche Leistung bzw. das Produkt erfüllt werden. Dabei werden die Mitarbeiter aller Hierarchieebenen einbezogen, was die unternehmensweite Qualitätsarbeit verbessert. Als zentrales Element in Ishikawas Konzept steht die Qualität, die Unternehmen am Markt wettbewerbsfähig machen soll.
Das Konzept des CWQC lässt sich ebenfalls als strategisches Qualitätsmanagement bezeichnen, bei dem Qualität als ein steuerbares Instrument angesehen wird, welches zu der Erreichung unternehmensbezogener Ziele, vor allem der Kundenzufriedenheit, dient. Dabei umfasst das Qualitätssicherungskonzept im Gegensatz zu den traditionellen Ansätzen der Qualitätssicherung nicht die Erprüfung der Qualität, sondern die unternehmensweite Erzeugung von Qualität durch kontinuierliche Verbesserung aller qualitätsrelevanten Produktionsprozesse.

## Prinzipien des CWQC
CWQC ist gekennzeichnet durch drei grundlegende Prinzipien:
- Einsatz von Qualität als Wettbewerbsinstrument
- Kundenorientierung
- Einbeziehung aller Funktionsbereiche, sowie aller Mitarbeiter im Qualitätsverbesserungsprozess

### Einsatz von Qualität als Wettbewerbsinstrument
Im CWQC-Konzept Ishikawas wird Qualität von ihm als ein Wettbewerbsparameter festgelegt. Daraus entsteht seine Forderung „quality first“. Nach Ishikawas Ansatz wird ein Unternehmen, das qualitätsfokussiert agiert, seinen Gewinn durch unternehmensinterne Kostenreduktionen und Marktanteilszuwächse langfristig erhöhen. Wohingegen ein kurzfristiger Gewinn zu Gewinn- und Wettbewerbseinbußen führt. Dieser Zusammenhang wird von Ishikawa folgendermaßen begründet: „Verbesserte Qualität erhöht die Kundentreue und damit den Umsatz des Unternehmens“. Des Weiteren führen Qualitätsverbesserungen des hergestellten Produktes  zu Kostensenkungspotenzialen.

### Kundenorientierung
Entscheidend bei der Kundenorientierung ist der Wandel von einem herstellorientierten zu einem kundenorientierten Qualitätsbegriff. Die Qualität wird vom Kunden definiert und nicht vom Unternehmen. Dementsprechend ist der gesamte Produktentstehungsprozess kundenspezifisch ausgerichtet. Damit spielt Marktforschung eine zunehmend größere Rolle.

### Einbeziehung aller Funktionsbereiche und Mitarbeiter
Das Prinzip der Kundenorientierung gilt unternehmensintern, also mitarbeiterbezogen. Jeder Mitarbeiter des nachfolgenden Prozesses wird als Kunde angesehen. Das sogenannte „the next process is your customer“-Prinzip dient dem Abbau von Abteilungsschranken und erleichtert die Kommunikation und Koordination unternehmerischer Aktivitäten auf horizontaler Ebene. Es entsteht ein Geflecht aus Kunden-Lieferanten-Beziehungen, welches das gesamte Unternehmen umfasst. Damit dient die interne Kundenorientierung der Erfüllung von externen Kundenanforderungen. Das Konzept des CWQC umfasst zudem Elemente der Qualitätssicherung, wie zum Beispiel statistische Qualitätssicherung sowie Elemente der Mess- und Prüftechnik.

## Unterpunkte des CWQC
Ishikawas CWQC-Konzept umfasst drei Teilbereiche, in denen Qualität eingesetzt wird. Hierbei werden mit Hilfe statischer Methoden Daten und Fakten gesammelt, die zur ständigen Verbesserung dienen. Somit ist ersichtlich, dass Qualität kein Ziel ist, sondern ein ständiger Prozess. Einige Punkte, die das CWQC-Konzept bilden, können aus dem Auszug der Konzeptliste Ishikawas entnommen werden:
1. Produktqualität wird verbessert und einheitlich. Fehler werden reduziert.
2. Die Zuverlässigkeit der Produkte wird verbessert
3. Kosten werden reduziert
4. Die [Quantität der] Produktion wird erhöht und kann rationalisiert werden
5. Unnütze Arbeiten und Nacharbeiten werden reduziert
6. Techniken werden standardisiert und verbessert
7. Inspektions- und Testkosten werden reduziert
8. Lieferverträge werden rationalisiert
9. Der Absatzmarkt wird vergrößert
10. Die Zusammenarbeit der Abteilungen wird verbessert
11. Fehlerhafte Daten und Berichte werden reduziert
12. Diskussionen werden freier und demokratischer geführt [z. B. im Rahmen von Qualitätszirkeln]
13. Besprechungen verlaufen glatter [bzw. konfliktfreier]
14. Installation, Reparaturen und Instandhaltungsmaßnahmen an Maschinen und Einrichtungen werden rationeller durchgeführt.
15. Die menschlichen Beziehungen werden verbessert[6]

## Abgrenzung zu TQM und TQC
CWQC ist verglichen zum Konzept des TQM ein stärker mitarbeiterfokussiertes Konzept. Die Qualitätsaufgaben werden an das gesamte Unternehmen verteilt. Laut Feigenbaums TQC-Konzept steht der Produktionszyklus des Produkts im Vordergrund. „Total“ beschreibt dabei den Prozess von Planung, Entwicklung, Produktion bis zum Verkauf und dem Service. Durch eine missverständliche Interpretation verbreitete sich in Japan stattdessen der Gedanke des mitarbeiterorientierten Konzepts. Ishikawa versuchte, diesen Irrtum auszugleichen, indem er das mitarbeiterorientierte Konzept CWQC nannte.
Im Vergleich zu Total Quality Control (TQC) gemäß der Definition Feigenbaums ist CWQC ein Konzept, das weitaus stärker auf die Kundenorientierung fokussiert ist. Denn die Erfüllung der Kundenbedürfnisse bezüglich des hergestellten Produkts stehen unternehmensweit und für alle Mitarbeiter umfassend im Mittelpunkt. Ziel ist die ständige Verbesserung bzw. Erzeugung der Qualität, auf geringem Kostenniveau.

## Nutzung
Viele Gedanken des CWQC werden im heutigen Qualitätsmanagement aufgegriffen. Aus der Studie „Global State of Quality“ der American Society for Quality (ASQ) von 2016 ging hervor, dass 36 Prozent der weltweit teilnehmenden Unternehmen die kontinuierliche Qualitätsverbesserung als Strategie- und Wettbewerbsfaktor sehen. Qualität und Unternehmenserfolg, so der Bericht, stehen in jedem Fall in Relation zueinander, jedoch sei die finanzielle Wirkung auf Grund von fehlenden Messverfahren nicht darstellbar.
Experten sind überzeugt, dass Qualität als Wettbewerbsfaktor im heutigen Zeitalter entscheidend für den Erfolg eines Unternehmens ist. So Paulo Sampaio, Professor für Qualitätsmanagement an der Universität Minho (Portugal): „Damit [Unternehmen] am Markt erfolgreich sind, müssen Unternehmen Qualität auf hohem Niveau liefern können und gleichzeitig […] ihre Produkte so weiterentwickeln, dass die Erwartungen des Kunden übertroffen werden. So verbessern Unternehmen, um Spitzenleistungen zu erzielen, kontinuierlich ihre Prozesse.“
Grayson McClain, Direktor der Quality & Customer Experience von FedEx, ist gleicher Meinung: „Unser Verständnis von dem, was Qualität als Strategie bedeutet, hat sich erweitert. Es beschränkt sich nicht länger nur auf Lieferzulässigkeit und Kundenservice, […sondern] auf das gesamte Kundenerlebnis. […].“